# Catedral de la Santísima Trinidad (Karachi)
La Catedral de la Santísima Trinidad es la sede de la Iglesia de Pakistán, en la diócesis de Karachi, situado en la calle Fátima Jinnah, cerca del mercado Zainab, en  la ciudad de Karachi, en el país asiático de Pakistán.
Establecida en 1844 y construido en 1855, la Catedral de la Santísima Trinidad fue diseñado por el capitán John Hill de los Ingenieros de Bombay y construida con materiales locales, como la primera iglesia mayor en Karachi. Su torre original fueron construida para servir como un faro para los barcos que llegaban al puerto de Karachi, pero dos pisos de la torre fueron retirados por la seguridad en 1905. El techo inclinado original fue sustituido por una bóveda en la década de 1970. Debido a que fue una antigua iglesia guarnición para los militares británicos , la iglesia tiene una serie de placas militares británicas e históricas.